# Willis Smith

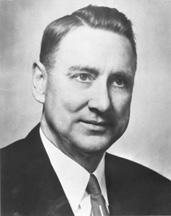
Willis Smith

Willis Smith (* 19. Dezember 1887 in Norfolk, Virginia; † 26. Juni 1953 in Bethesda, Maryland) war ein US-amerikanischer Politiker der Demokratischen Partei, der den Bundesstaat North Carolina im US-Senat vertrat.
Der in Virginia geborene Willis Smith war noch keine zwei Jahre alt, als sein Vater starb und seine Mutter mit ihm nach North Carolina zog. Dort besuchte er die öffentliche Schule in Elizabeth City, ehe er seinen Abschluss am Trinity College in Durham (1910) sowie an der Law School der Duke University (1912) machte. 1912 wurde er in die Anwaltskammer aufgenommen und begann als Jurist in Raleigh zu arbeiten. Während des Ersten Weltkrieges diente er in der US Army.
Während der Nürnberger Prozesse war Smith 1946 als Prozessbeobachter im Auftrag der USA tätig. 1952 stand er der US-Delegation bei der Interparlamentarischen Union in Bern vor. Weitere Ämter übernahm er als Vorsitzender des Leitungsgremiums der Duke University und als Präsident der US-Anwaltsvereinigung.
1928 begann Smith’ politische Karriere mit der Wahl ins Repräsentantenhaus von North Carolina, dem er bis 1932 angehörte; für kurze Zeit fungierte er im Jahr 1931 als Speaker der Kammer. Erst 1950 kehrte er in die Politik zurück, als er bei den Vorwahlen der Demokratischen Partei zum US-Senat Amtsinhaber Frank Porter Graham besiegte. Graham, der von Präsident Harry S. Truman unterstützt wurde und sich durch die Ablehnung des Rassismus einen Namen als Vertreter des liberalen Parteiflügels gemacht hatte, war erst ein gutes Jahr zuvor für den verstorbenen J. Melville Broughton in den Senat nachgerückt, unterlag aber nun Smith, der von einem jungen Politikstrategen unterstützt wurde: Jesse Helms, der selbst später für viele Jahre als Republikaner North Carolina im Senat vertreten sollte.
Nach erfolgter Wahl in den Kongress und seinem Amtsantritt am 27. November 1950 blieben politische Impulse durch Willis Smith weitgehend aus. Er starb im Juni 1953 im Bethesda Naval Hospital und wurde in Raleigh beigesetzt. Im Gedenken an Smith verleiht die Law School der Duke University jedes Jahr den Willis Smith Award an den Jura-Studenten mit dem höchsten Notendurchschnitt seines Jahrgangs.